# Anonymus kaikourensis
Anonymus kaikourensis är en plattmaskart som beskrevs av Holleman 1998. Anonymus kaikourensis ingår i släktet Anonymus och familjen Anonymidae. Inga underarter finns listade i Catalogue of Life.